# Насименту, Диогу
Диогу́ Андре́ Са́нтуш Насиме́нту (порт. Diogo André Santos Nascimento; род. 2001, Амадора, Лиссабон) — португальский футболист, полузащитник клуба «Визела».

## Клубная карьера
Насименту — воспитанник клубов «Спортинг», «Белененсеш» и «Бенфика». 24 февраля 2022 года в матче против «Академику де Визеу» Диогу дебютировал за дубль последних.
В 2023 году, Насименту стал игроком клуба «Визела», подписав двухлетний контракт. 12 августа в матче против «Спортинга» он дебютировал в чемпионате Португалии. В январе 2024 года подписал новый контракт до лета 2027 года.